# Knut Knutsson
Knut Peter Knutsson, född 5 mars 1897 i Dalby församling, Malmöhus län, död 31 maj 1989 i Stockholm, var en svensk biblioteksman, slavist och översättare.

## Biografi
Knutsson avlade studentexamen i Lund 1916, filosofie kandidatexamen där 1920 och filosofie licentiatexamen 1923. Han disputerade på Über die sogenannte zweite Palatalisierung in den slavische Sprachen och promoverades till filosofie doktor vid Lunds universitet 1926. Knutsson var docent i slaviska språk vid samma lärosäte 1926-1929, amanuens vid universitetsbiblioteket i Lund 1923–1929, 1:e bibliotekarie vid Stockholms stadsbibliotek 1929–1940, professor i slavisk språk vid Lunds universitet 1940–1941, stadsbibliotekarie i Stockholm 1941–1953, tillförordnad professor vid Stockholms högskola 1944–1946 och 1:e bibliotekarie vid universitetsbiblioteket i Lund 1955–1956. Han lämnade bidrag till studiet av de germanska lånorden i slaviskan.
Han ligger begravd på kyrkogården vid Dalby kyrka, Skåne.

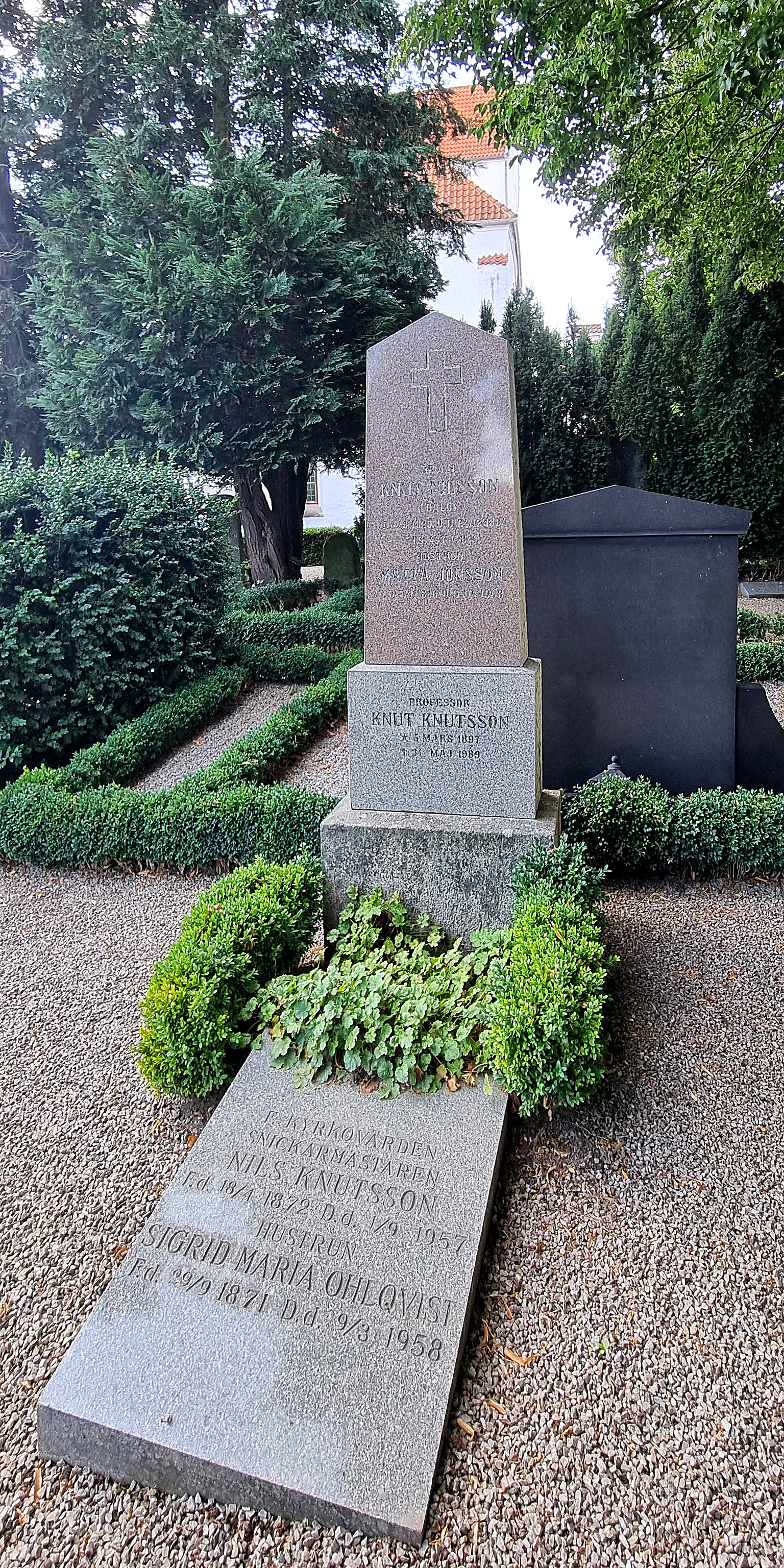
Knut Knutssons gravplats vid Dalby kyrka.